# Phiala subochracea
Phiala subochracea är en fjärilsart som beskrevs av Embrik Strand 1911. Phiala subochracea ingår i släktet Phiala och familjen Eupterotidae. Inga underarter finns listade i Catalogue of Life.